# 2022년 동계 올림픽 러시아 올림픽 위원회 선수단
2022년 동계 올림픽 러시아 올림픽 위원회 선수단은 2022년 2월 4일부터 20일까지 중화인민공화국 베이징에서 열린 2022년 동계 올림픽에 참가한 올림픽 러시아 올림픽 위원회 선수단이다.
세계 반도핑 기구(WADA)는 2019년 12월 9일에 공개된 공식 성명을 통해 러시아 반도핑 기구(RUSADA)가 조작된 실험실 데이터를 조사관에게 넘겨준 사실을 확인하고 러시아에 대해 4년 동안 주요 스포츠 행사 참가를 금지하는 결정을 채택했다. 세계 반도핑 기구는 러시아 출신 선수들이 2020년 하계 올림픽 출전을 희망할 경우에는 2018년 동계 올림픽에 참가한 러시아 출신 선수단(Olympic Athlete from Russia, OAR)과 마찬가지로 중립 선수 명의로만 참가할 수 있다는 입장을 국제 올림픽 위원회(IOC)에 전달했다.
러시아는 세계 반도핑 기구의 결정에 불복해 스포츠 중재 재판소(CAS)에 항소를 제기했다. 스포츠 중재 재판소는 2020년 12월 17일에 세계 반도핑 기구가 러시아에 부과한 징계를 줄이라는 판결을 내렸다. 이에 따라 러시아는 올림픽을 비롯한 각종 국제 대회에 참가하는 것이 허용되었다. 대신 2년 동안에 걸쳐 "중립 선수" 또는 "중립 팀"으로 참가해야 하며 러시아라는 국명, 국기, 국가를 사용할 수 없다. 이러한 결정은 선수단 유니폼에 '러시아'라는 국명을 표시하고 러시아의 국기 색상이 들어간 유니폼 디자인을 사용할 수 있도록 허용하지만 이름은 '중립 선수/팀'과 똑같이 우위를 점해야 한다. 또한 러시아 출신 선수단은 중립 선수단을 의미하는 기를 사용해야 한다.
국제 올림픽 위원회(IOC)는 2021년 2월 19일에 공개된 공식 성명에서 러시아가 러시아 올림픽 위원회를 뜻하는 약자인 "ROC"로 참가한다고 밝혔지만 위원회의 이름 자체는 대표단을 가리키는 데에 사용될 수 없었다. 이에 따라 러시아는 러시아 올림픽 위원회의 기를 사용했다. 또한 "중립 선수"라는 용어가 추가될 경우에는 "러시아"라는 단어가 새겨진 팀 유니폼을 사용할 수 있다. 2021년 4월 22일에는 러시아 올림픽 위원회가 시상식에서 표트르 차이콥스키의 《피아노 협주곡 1번》을 러시아의 국가를 대신해서 사용하겠다는 계획을 국제 올림픽 위원회(IOC)로부터 승인받았다. 러시아 올림픽 위원회는 원래 러시아의 민요인 《카튜샤》를 사용하기를 원했으나 스포츠 중재 재판소(CAS)가 러시아와 관련된 노래는 사용할 수 없다고 유권 해석을 내림에 따라 계획을 변경했다.

## 메달 집계
| 종목 | 1 | 2 | 3 | 합계 |
| 종목 | ' | ' | ' | '    |
| 종목 | ' | ' | ' | '    |
| 종목 | ' | ' | ' | '    |
| 합계 | ' | ' | ' | '    |

## 종목별 성적

### 노르딕복합
- 뱌체슬라프 바르코프
- 아르툠 갈루닌
- 사미르 마스티예프

### 루지
남자
- 로만 레필로프
- 세묜 파블리첸코
- 알렉산드르 고르바체비치
- 알렉산드르 데니시예프
- 블라디슬라프 안토노프
- 안드레이 보그다노프
- 유리 프로호로프

여자
- 타티야나 이바노바
- 빅토리야 뎀첸코
- 예카테리나 카트니코바

### 스켈레톤
남자
- 알렉산드르 트레티야코프
- 예브게니 루코수예프
- 다닐 로마노프

여자
- 율리야 카나키나
- 알리나 타라리첸코바
- 옐레나 니키티나

### 스키점프
남자
- 다닐 사드레예프
- 로만 트로피모프
- 미하일 나자로프
- 예브게니 클리모프

여자
- 이리나 아바쿠모바
- 이르마 마히냐
- 알렉산드라 쿠스토바
- 소피야 티호노바

### 알파인스키
남자
- 알렉산드르 안드리옌코
- 이반 쿠즈네초프
- 알렉산드르 호로실로프

여자
- 아나스타시야 고르노스타예바
- 폴리나 멜니코바
- 율리야 플레시코바